# Moussé
Moussé (auf Gallo Móczaé, auf Bretonisch Moc’hed) ist eine Gemeinde im französischen Département Ille-et-Vilaine in der Bretagne. Sie gehört zum Kanton La Guerche-de-Bretagne im Arrondissement Fougères-Vitré. Sie grenzt im Norden an Arbrissel, im Osten an Rannée, im Süden an Drouges und im Westen an Retiers. Die Bewohner nennen sich die Mousséen. Das Siedlungsgebiet liegt zwischen 30 und 40 Metern über Meereshöhe.

## Bevölkerungsentwicklung
| Jahr      | 1962 | 1968 | 1975 | 1982 | 1990 | 1999 | 2008 | 2013 |
| --------- | ---- | ---- | ---- | ---- | ---- | ---- | ---- | ---- |
| Einwohner | 167  | 134  | 117  | 111  | 137  | 200  | 324  | 321  |

## Sehenswürdigkeiten
- Kriegerdenkmal

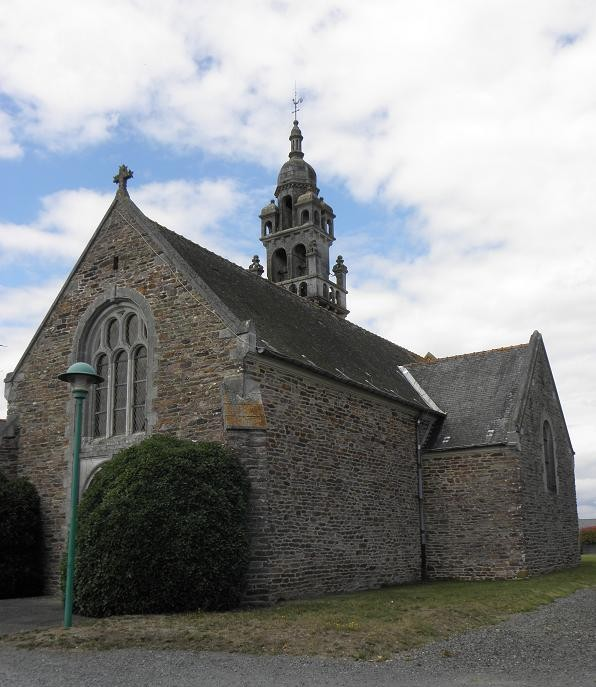
Kirche Saint-Trinité
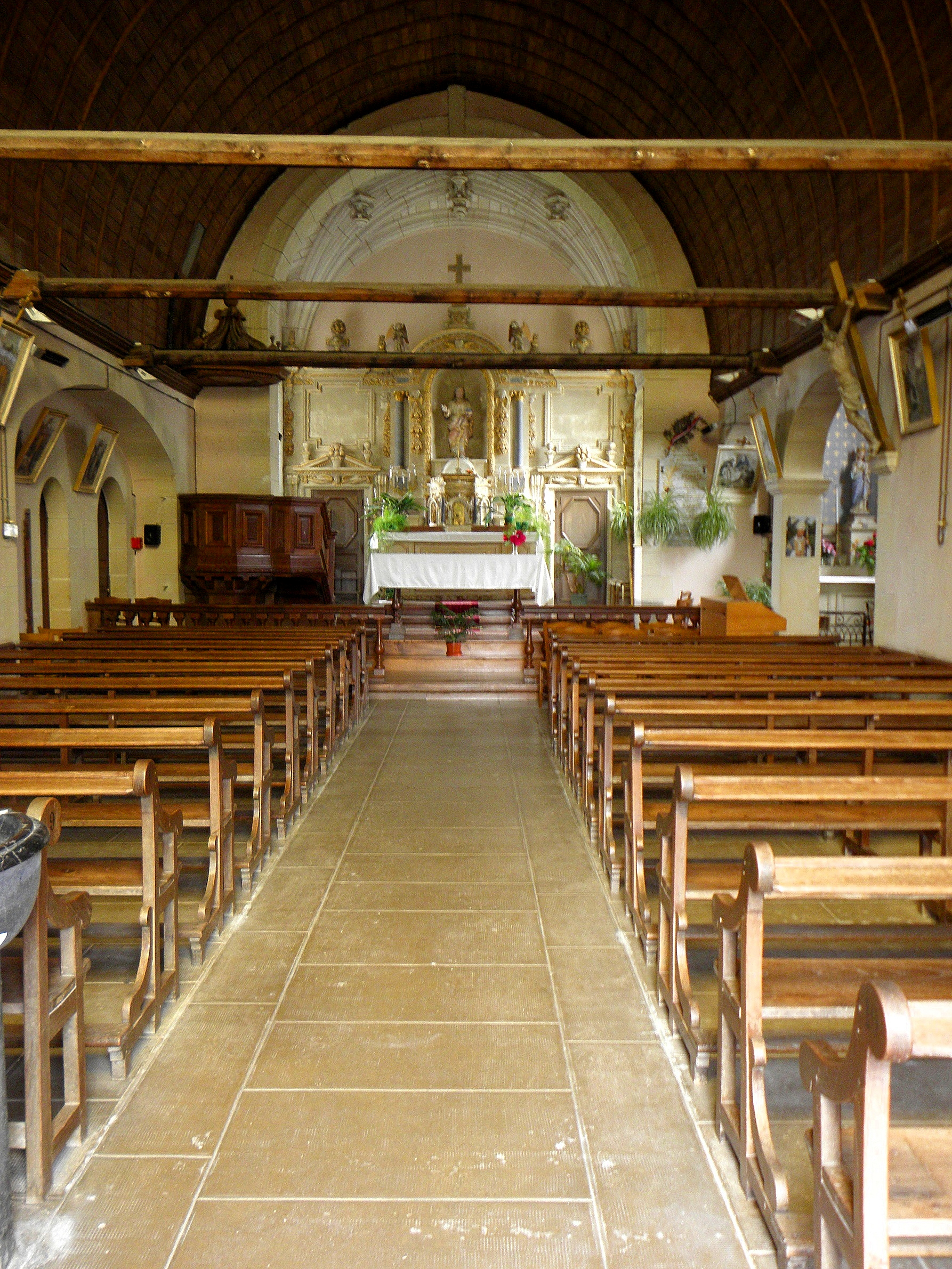
Innenansicht der Kirche Saint-Trinité
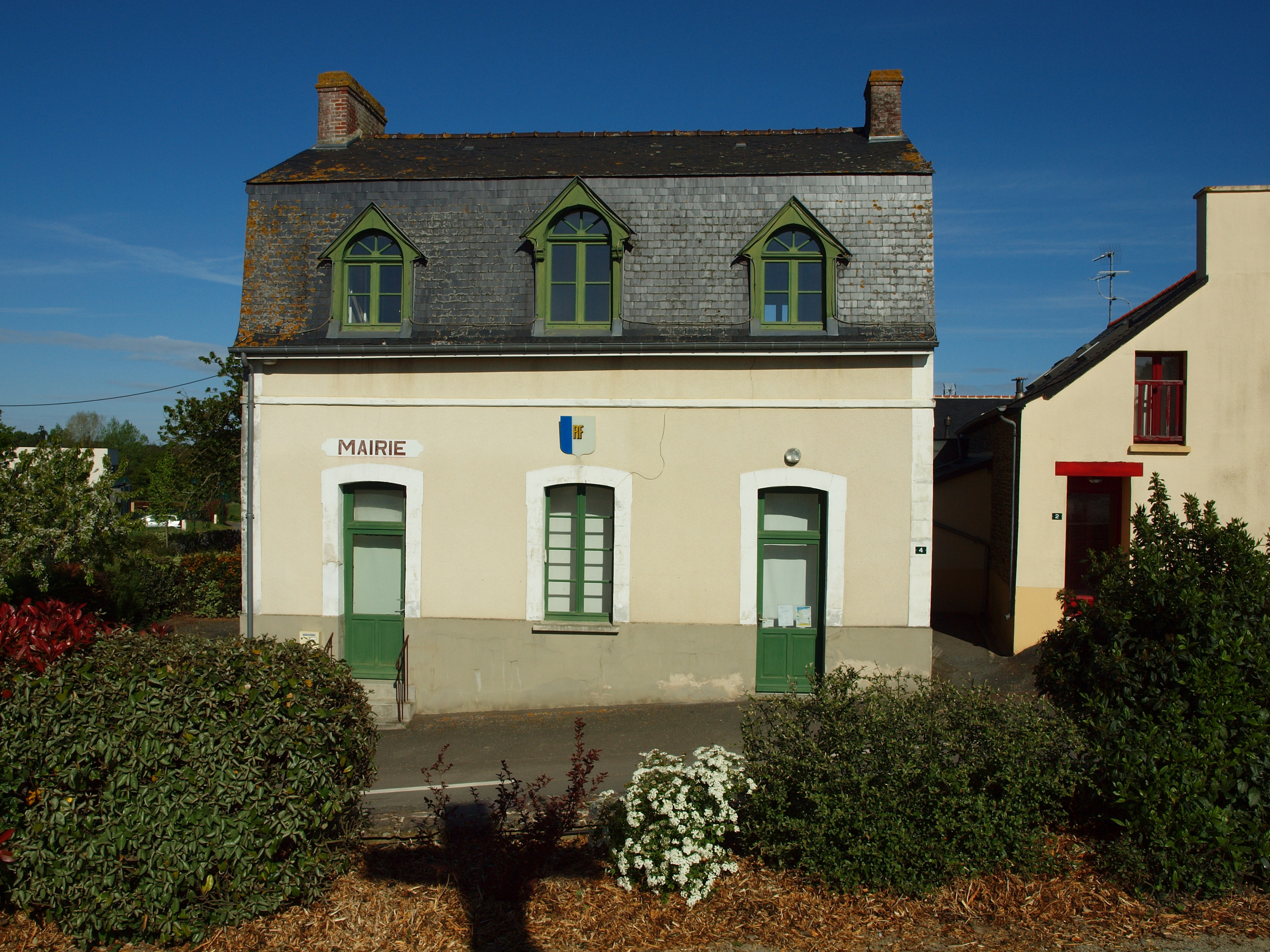
Mairie Moussé

- Kirche Saint-Trinité
- Innenansicht der Kirche Saint-Trinité
- Mairie Moussé